# Gerichtsbezirk (Spanien)
Der Gerichtsbezirk (spanisch Partido judicial) bildet die Grundlage für die Wahlbezirke. Sie wurden 1834 in Spanien eingeführt.
Die Gemeinde mit der größten oder bürokratischsten und rechtlichsten Tätigkeit wird als Hauptquartier des Gerichtsbezirkes bestimmt; hier sind die Funktionen der Rechtspflege ersten Grades, die der Beiträge, des Unterrichts, des Wehrdienstes, des öffentlichen Registers und des Wahlamtes konzentriert.
Der Gerichtsbezirk basiert auf einem anderen Konzept als die Comarca, das eher eine Gruppierung geografischer Orte als ein politisch-administratives ist.
Das Wappen des Gerichtsbezirkes ist identisch mit dem Wappen der Gemeinde des Hauptortes.